# Mes frères
Pour plus de détails, voir Fiche technique et Distribution.
Mes frères est un film français réalisé par Bertrand Guerry, sorti en 2018.

## Fiche technique
- Titre français : Mes frères
- Réalisation : Bertrand Guerry
- Scénario : Sophie Davout
- Photographie : Henri de Labbey
- Musique : Clément Ducol
- Pays d'origine : France
- Genre : drame
- Date de sortie : 2018

## Distribution
- David Arribe : Rocco
- Thomas Guerry : Eddy
- Sacha Guerry : Simon
- Guillemine Boulte : Juliette
- Sophie Davout : Lola
- Chris Walder : Monsieur Adams
- Clément Ducol : Alan